# Tipúlids

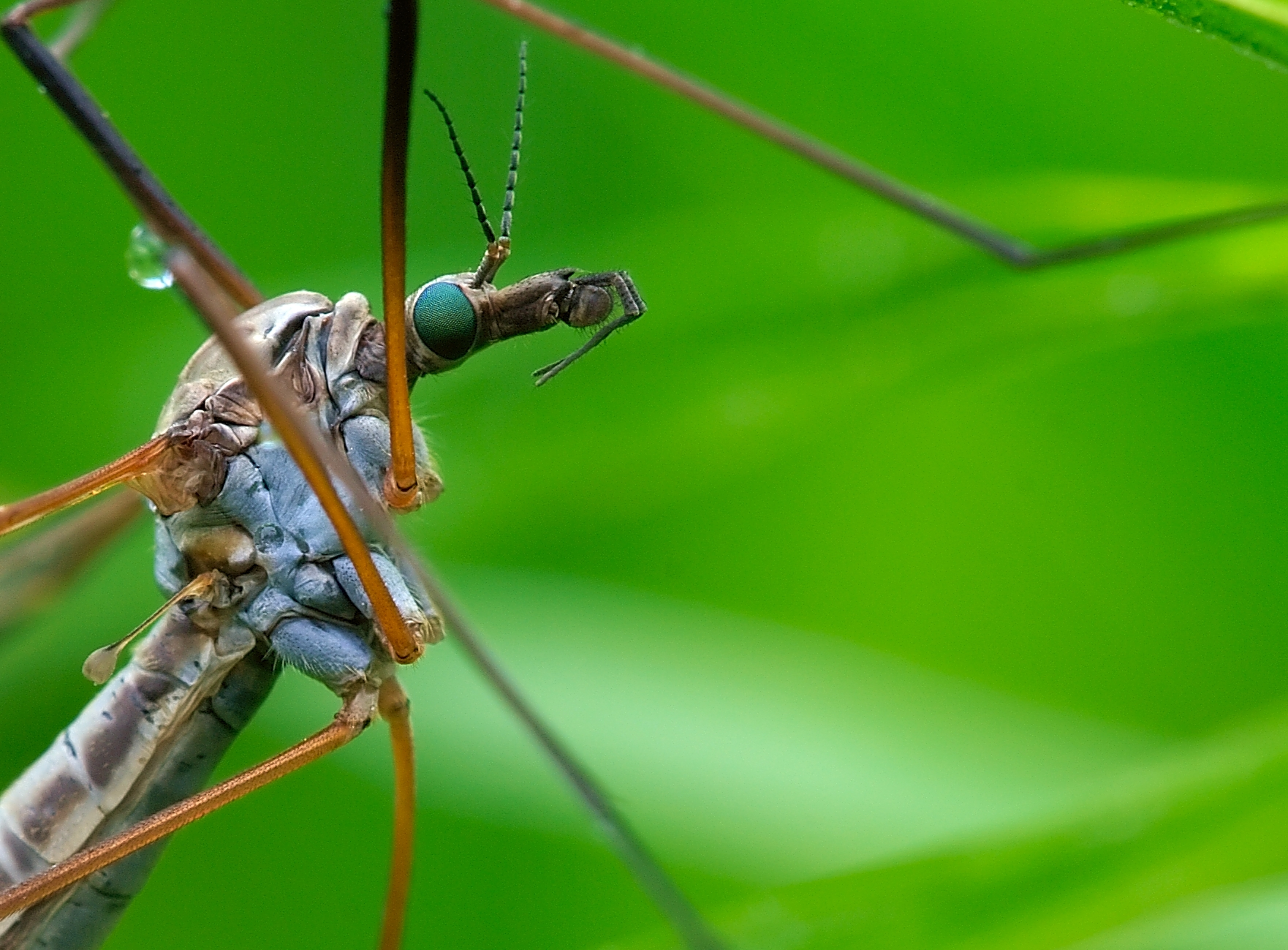
Tòrax d'una típula.

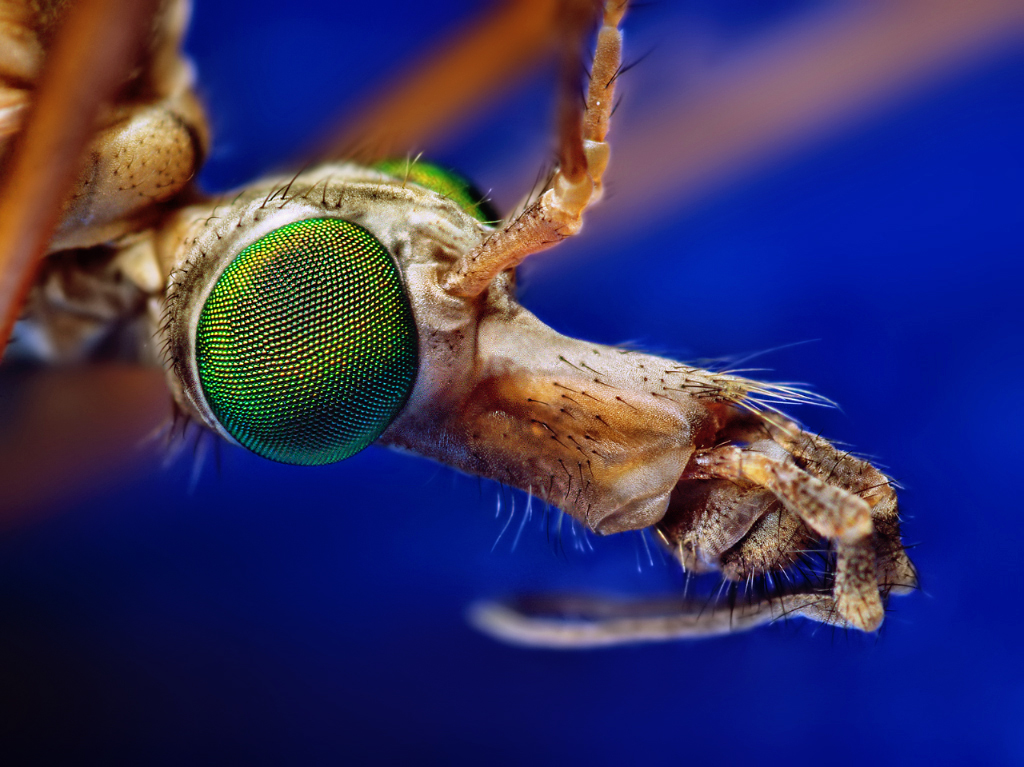
Cap d'una típula.

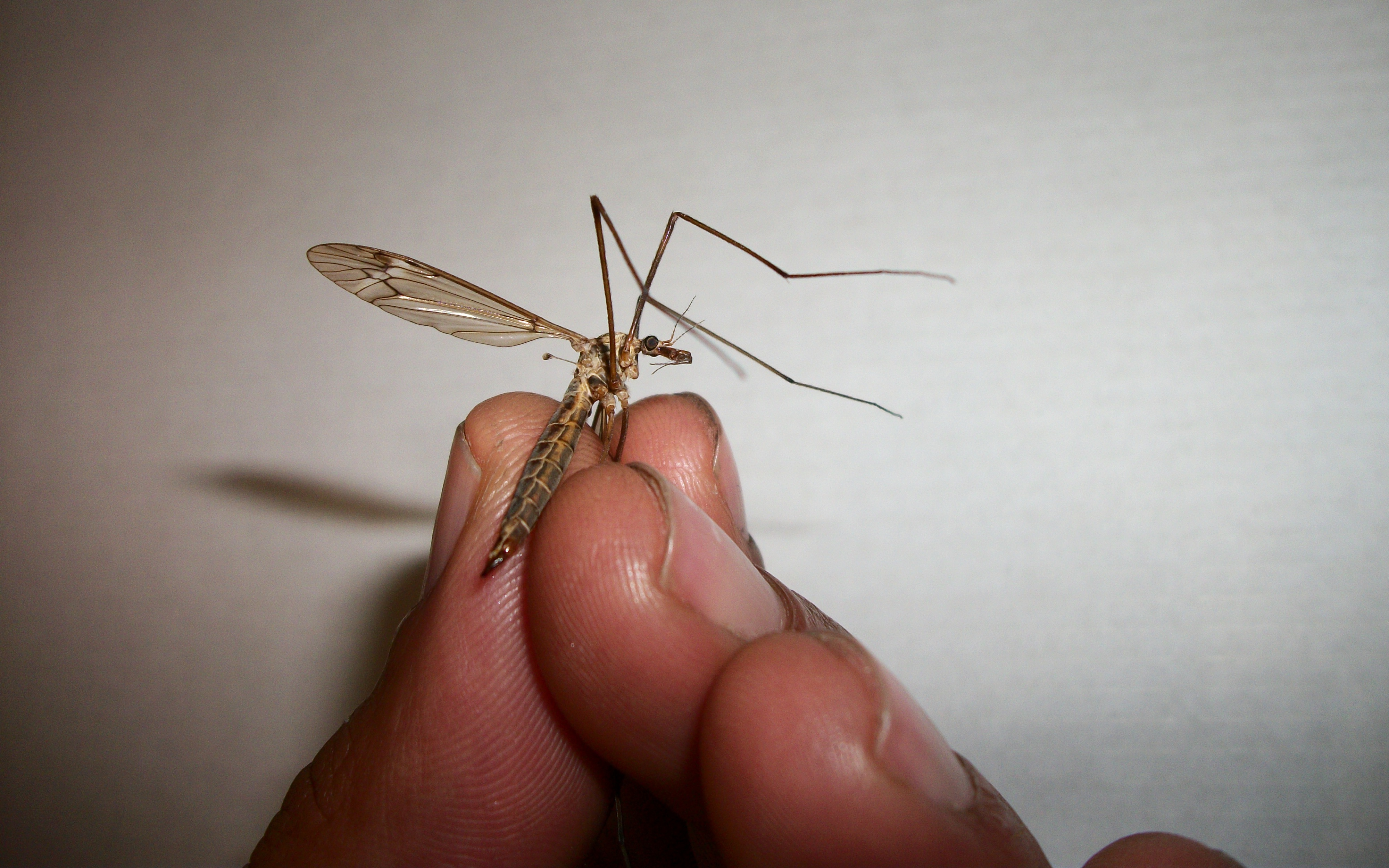
Detall de la mida proporcional.

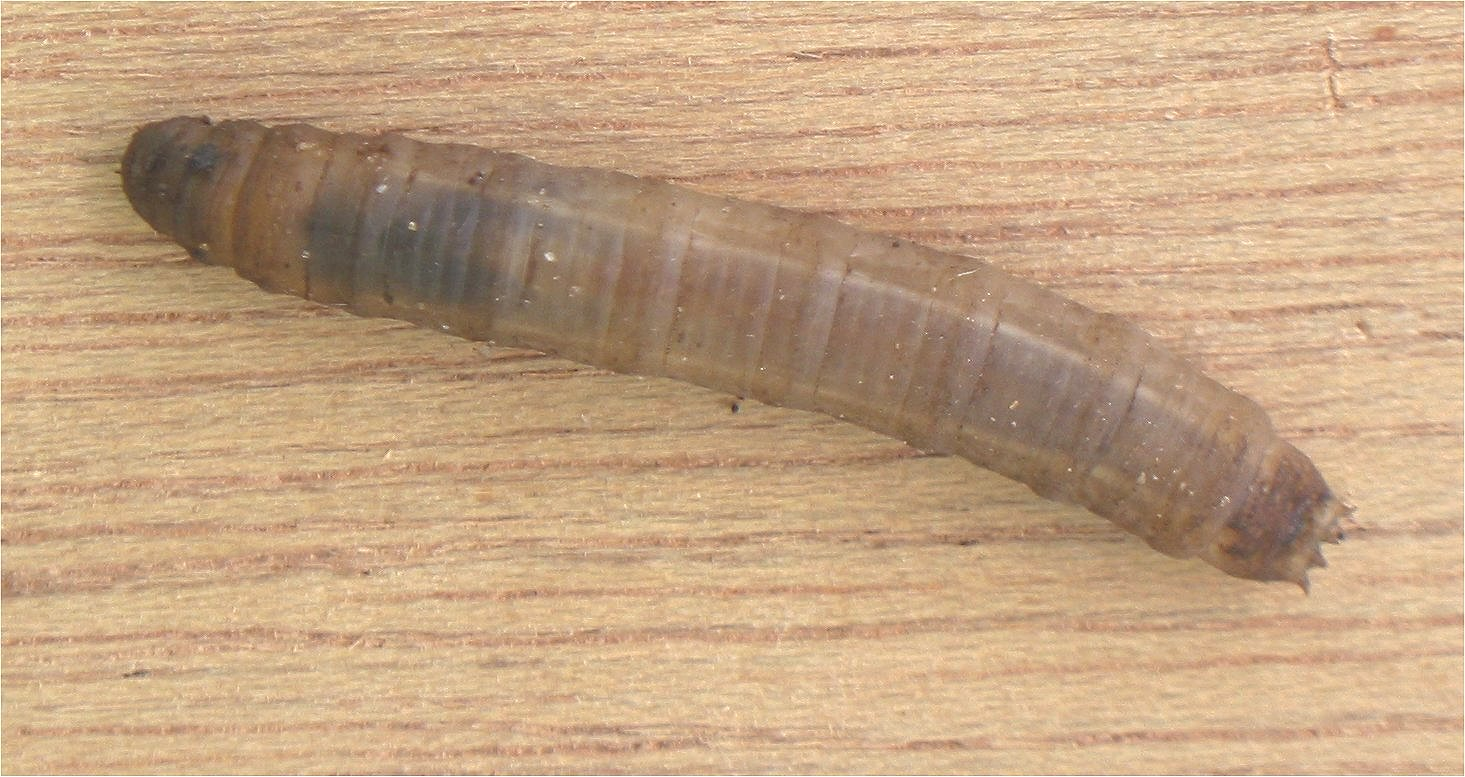
Larva de tipúlid.

Els tipúlids (Tipulidae) són una família de dípters nematòcers l'infraordre dels tipulomorfs. És una de les famílies més grosses de dípters i segons les darreres estimacions conté 39 gèneres i 4415 espècies.
Els adults són prims, amb potes molt llargues i fines; poden mesurar de 2 a 60 mm de longitud (sense comptar les potes) tot i que les espècies tropicals poden ser encara més grosses, de fins a 100 mm.
Contràriament a un temor estès per ignorància sobre els seus hàbits, no només no piquen per succionar sang, sinó que algunes espècies depreden els mosquits picadors.

## Característiques
Són insectes d'aparença delicada, prims, de potes molt fines i llargues. Solen mantenir les ales obertes quan estàn en repòs la qual cosa fa fàcil veure els grans halteris o balancins. Tenen un parell de grans ulls compostos al cap. Les peces bucals són allargades donant-li un aspecte de musell i no serveixen per a picar. En contrast amb la majoria dels dípters no són bons voladors i són fàcils de capturar. També és fàcil que perdin alguna de les seves delicades potes en el moment de ser capturats; això potser els confereix alguna defensa en front dels predadors.
Hi ha gran variació en la seva de mida; les espècies de climes temperats mesuren 2 a 60 mm, però algunes típules de climes tropicals assoleixen als 100 mm. També hi ha algunes espècies molt petites que es poden confondre amb mosquits; la major diferència és la forma en V del seu tòrax. A diferència dels mosquits no tenen peces bucals adaptades a picar i no s'alimenten de sang. Les seves ales no tenen les escates característiques dels veritables mosquits.
L'abdomen de les femelles és més voluminós que el dels mascles perquè conté els ous. A més, l'abdomen de la femella acaba en un ovipositor prim que pot semblar un agulló però no ho és en absolut. Algunes espècies s'alimenten de mosquits; la gent que els mata per por i ignorància ajuden a proliferar l'abundància de mosquits, que sí que són perjudicials per a la salut.
Les larves tenen una càpsula cefàlica característica i els segments abdominals sovint tenen prolongacions carnoses, gairebé com tentacles, que envolten els espiracles o orificis respiratoris.

## Història natural
S'han identificat les larves de només el 2% de les espècies. Es troben en una gran varietat d'hàbitats aquàtics, incloent llacunes hipersalines i terrestres. La majoria s'alimenta de productes de rebuig, són detritívors. Algunes espècies s'alimenten de larves de mosquits. En ser molt resistents als plaguicides, les larves de les espècies que s'alimenten d'arrels poden arribar a ser una plaga en alguns cultius i en la gespa.
Els adults (imagos) viuen en zones humides amb temperatures suaus a l'hivern, les larves d'algunes espècies viuen en basses salines de zones desèrtiques a temperatures per sota del punt de congelació. Els imagos s'alimenten de nèctar o simplement no s'alimenten. Les llargues potes semblen ser una adaptació per a posar-se en les fulles de gespa.
Molts ocells i molts insectes s'alimenten de tipúlids. Molts peixos i algunes aus aquàtiques s'alimenten de les larves. Els pescadors solen usar algunes de les larves aquàtiques com carnada.

## Taxonomia
- Subfamília Cylindrotominae
  - Cylindrotoma
  - Liogma
  - Phalacrocera
  - Triogma
- Subfamília Limoniinae
  - Tribu Eriopterini (27 gèneres)
  - Tribu Hexatomini (15 gèneres)
  - Tribu Limoniini (7 gèneres)
  - Tribu Pediciini (5 gèneres)
- Subfamília Tipulinae
  - Brachypremna
  - Ctenophora
  - Dolichopeza
  - Holorusia
  - Leptotarsus
  - Megistocera
  - Nephrotoma
  - Prionocera
  - Tipula

Algunes classificacions col·loquen les subfamílies Limoniinae i Cylindrotominae en famílies separades.